# Leptinotarsa juncta
Espèce
Leptinotarsa juncta, appelé false potato beetle, (« faux doryphore ») aux États-Unis,  est une espèce d'insectes coléoptères de la famille des Chrysomelidae, originaire des États-Unis, qui se nourrit sur des plantes de la famille des Solanaceae. C'est un proche parent du doryphore, avec lequel il peut être confondu, mais contrairement à ce dernier, ce n'est pas un ravageur des cultures de pomme de terre.

## Description
Leptinotarsa juncta peut facilement être confondu avec son proche parent le doryphore (Leptinotarsa decemlineata).
L'adulte du faux doryphore présente, comme le doryphore, des bandes alternées blanches et noires sur ses élytres, mais l'une de ces bandes au centre de chaque élytre est remplacée par une bande de couleur brun clair.
Les œufs sont légèrement plus grands et agglutinés en grappes moins fournies.
La larve, dodue, est similaire, mais présente une seule rangée de taches sombres de chaque côté.

## Distribution
Le « faux doryphore » est uniquement présent dans l'est des États-Unis (régions du Mid-Atlantic et du Sud-Est). Il a également été trouvé dans le Nord-Est de l'Ohio.

## Cycle biologique
Les adultes émergent du sol où ils ont hiverné à la fin du printemps ou au début de l'été et commencent à se reproduire.
Une population peut connaître de une à trois générations au cours d'un été.

## Plantes hôtes
Le faux doryphore se nourrit sur des plantes sauvages de la famille des Solanaceae, telles que Solanum carolinense (morelle de Caroline) ou Solanum dulcamara (morelle douce-amère). On le trouve également sur certaines espèces de Solanaceae cultivées, comme les Physalis (les coquerets ou cerises de terre, ou  les tomatillos).
La pomme de terre (Solanum tuberosum) ne permet pas à cet insecte de croître et de se reproduire.
Les deux espèces, Leptinotarsa juncta et Leptinotarsa decemlineata, peuvent se trouver sur les mêmes Solanaceae hôtes mais sont apparemment incapables de s'hybrider. Seul le doryphore est considéré comme un ravageur sérieux.